# 田村風起
田村 風起（たむら かざき、1995年3月30日-)は、日本の競輪選手。
滋賀県大津市出身、2015年に日本競輪選手会滋賀支部にてデビュー。2017年より現在まで奈良支部所属。
日本競輪学校107期卒業。

## 来歴
滋賀県立大津高校在学中にはカヌー競技で活躍。近畿大会優勝、インターハイ7位の実績を持つ。
2013年に日本競輪学校107期に技能試験で合格。
2015年に競輪選手としてデビュー。
デビュー戦の名古屋競輪場で初勝利を挙げている。
テレビ出演、SNSでの発信、配信を精力的に行い、現在はDMM競輪とスポンサー契約。
DMM競輪 odds naviにて公式ブログを執筆中